# 金茅
金茅（学名：Eulalia speciosa）为禾本科金茅屬下的一个种。為多年生草本植物。金茅分佈於中華人民共和國华东、华中、华南、西南、华北、陕西南部以及朝鲜、印度等国。其种加词“speciosa”意为“外表美丽的”。